# تیجان بیوکنن
ِتیجان بیوکَنِن (انگلیسی: Tajon Buchanan؛ زادهٔ ۸ فوریهٔ ۱۹۹۹) بازیکن فوتبال اهل کانادا است که هم اکنون برای باشگاه فوتبال ویارئال در پست هافبک بازی می کند.

## افتخارات

### باشگاهی
کلوب بروژ
- لیگ برتر فوتبال بلژیک(۱): ۲۲–۲۰۲۱

اینترمیلان
- سری آ(۱): ۲۴–۲۰۲۳
- سوپر جام فوتبال ایتالیا(۱): ۲۰۲۳

### ملی
کانادا
- جام طلایی کونکاکاف: ۲۰۲۳ (نایب قهرمان)

### شخصی
- ترکیب منتخب جام طلایی کونکاکاف: ۲۰۲۱
- بهترین بازیکن جوان جام طلایی کونکاکاف: ۲۰۲۱